# Antaimoro
Die Antaimoro (auch: Antemoro) sind eine Ethnie (Foko) in Madagaskar, die vor allem an der Südostküste im Gebiet zwischen Manakara und Farafangana ansässig ist. Zum Volk gehören ca. 500.000 Personen. Sie selbst führen ihre Abstammung auf arabische Siedler zurück, die im 15. oder 16. Jahrhundert aus der Gegend von Mekka einwanderten. Diese Araber regten Einheimische an, zum Islam zu konvertieren. Der Islam wurde jedoch bald wieder in den Hintergrund gedrängt. Im 16. Jahrhundert entstand ein Königreich der Antemoro und ersetzte die Herrschaft der Zafiraminia, welche ebenfalls Nachkommen arabischer Seefahrer waren.
Die Antemoro stehen im Ruf, mächtige Zauberer und Astrologen zu sein, unter anderem deswegen, weil sie früher durch die Sorabe-Schrift quasi ein Monopol auf das Schreiben hatten. Die ombiasy (Astrologen-Weisen) der Antemoro wanderten über die Insel, wo sie den dörflichen Gemeinschaften ihre Künste anboten. Sie dienten auch als Berater von Königen und gründeten teils selbst neue Fürstentümer. Man geht davon aus, dass diese Mobilität und die Schaffung eines mächtigen Netzwerks von geistlichen Beratern auf der ganzen Insel dazu beitrugen, dass die Völker der Malagasy eine gemeinsame Identität entwickelten. Das Königreich der Antemoro wurde im späten 19. Jahrhundert nach einem Aufstand des Volkes abgeschafft.
Heute leben die Antemoro zerstreut rund um das Ursprungsgebiet an der südöstlichen Küste. Sie bauen Reis und Kaffee an und stellen Salz her sowie Zaubergegenstände. Die Antemoro verlassen oft ihre Heimat für sechs bis zehn Monate pro Jahr, um als ombiasy zu wirken. Beinahe jedes Dorf in Madagaskar hat einen ombiasy und die meisten von ihnen sind Antemoro. Nur einige wenige haben in der Heimat der Antemoro ihre Ausbildung gemacht, ohne dem Volk anzugehören. Die Herstellung des Antemoro-Papiers, eines Papiers mit Blüteneinschlüssen für die Aufzeichnung geheimer Schriften in sorabe-Schrift, ist eine weitere bedeutende Einnahmequelle. Die Papiere werden oft an Touristen verkauft und nach Übersee exportiert.

## Ethnische Zugehörigkeit

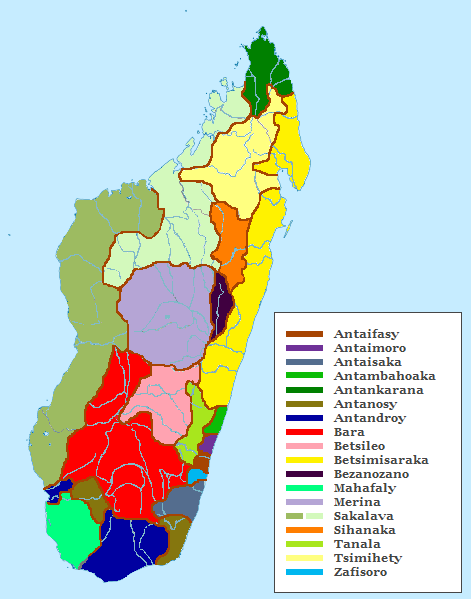
Verbreitung der Ethnien in Madagaskar

"Antemoro" bedeutet in Malagasy "Menschen der Küste". Das Wohngebiet befindet sich an der Südostküste zwischen Manakara und Farafangana. Sie sind teilweise arabisch-stämmig. 2013 wurde die Gruppe der Antemoro auf 500.000 Personen geschätzt.

## Geschichte
Die Antemoro gehören zu den Spätankömmlingen auf Madagaskar. Schon früh waren Siedler aus dem arabischen Raum eingewandert, aber um 1500 lässt sich eine größere Einwanderungswelle nachweisen. Diese Einwanderer trafen auf andere Gruppen wie die Zafiraminia, die ihre Ursprünge ebenso auf Mekka und Ostafrika zurückführten und in den einheimischen madegassischen Gemeinschaften hohen Status hatten, weil sie wichtige Techniken aus Übersee mitgebracht hatten. Gemeinsam war ihnen auch das Ahnenopfer (sombili), ein äußerst machtvolles und wichtiges Ritual für die madegassischen Gemeinschaften. Mündliche und schriftliche Traditionen berichten, dass die Antemoro sich um eheliche Verbindungen mit den Zafiraminia bemühten, aber von diesen nicht akzeptiert wurden. Es entwickelte sich ein Konflikt zwischen den beiden Gruppen um die Vorherrschaft. In den mündlichen Traditionen anderer madegassischer Völker wird von einem Kampf zwischen zwei Riesen berichtet.

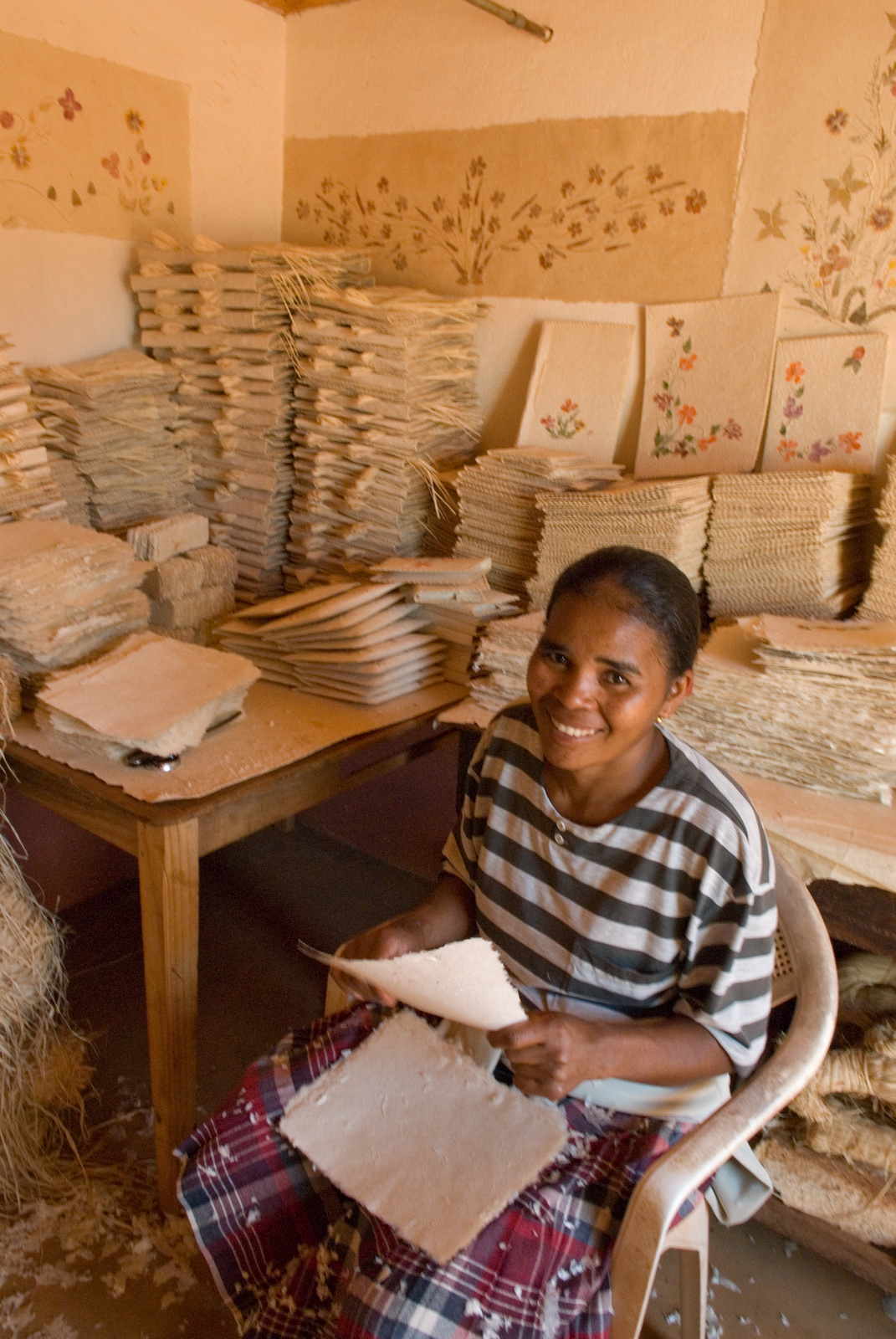
Antemoro-Papier wird in Madagaskar noch immer traditionell hergestellt.
Im Bild eine Manufaktur in Ambalavao.

Um 1550 scheint der Konflikt an einen Wendepunkt gekommen zu sein, als die adlige Familie der Zafikasimambo in Matitana an die Macht kam. Das Familienoberhaupt heiratete eine Einheimische. Historische Texte führen die Abstammung des Familienoberhaupts, Zafikazimambobe, auf die adlige Ramarohala aus dem Stamm Anteony zurück, welcher dort schon seit drei Generationen gelebt hatte, während andere Quellen behaupten, dass diese Genealogie gefälscht sei und dass die Familie Zafikazimambo erst vor kurzem angekommen war.
Diese Texte belegen jedoch zumindest, dass die Konflikte sich über drei Generationen zogen, bis sich die Antemoro erfolgreich integriert hatten, und wie schwierig die Aufnahme in der Kastengesellschaft war. Als der Clan der Zafikasimambo an die Macht kam, übernahm er die Rituale der Zafiraminia und etablierte seine Familienmitglieder als die wichtigsten ombiasy (Weisen Männer). Regelmäßig verließen sie ihre Heimat um ihre Dienste dort anzubieten, wo sie erbeten wurden. Die ombiasy waren oft auch Lehrer der geistlichen Anführer anderer Gemeinschaften und Völker, wodurch sie die Vorherrschaft der Matitana ombiasy außerhalb ihres Clans noch verstärkten. Die Zafikasimambo nutzten das Recht auf sombily (Ritual-Opfer) um die ökonomischen Aktivitäten und zunehmend auch die politischen Strukturen zu formen und zu kontrollieren. Um den Konflikt mit den Zafiraminia zu beenden, töteten sie so viele männliche Clanmitglieder wie möglich und verschleppten die Frauen und Kinder in entlegene Gebiete. Dadurch entstand das erste starke Antemoro-Königreich.
Unter der Herrschaft der Zafikasimambo wurde die Freiheit der einfachen Bevölkerung stark eingeschränkt und Religion wurde zu einem zentralen Faktor des sozialen und politischen Lebens. Der Konflikt zwischen Antemoro und Zafiraminia führte zudem zu einer verstärkten Abwanderung aus diesem Teil von Madagaskar. Im Gegensatz zu den anderen Völkern Madagaskars, die im Großen und Ganzen danach streben in das Land ihrer Ahnen zurückzukehren, gab es bei den Antemoro aber keine geographischen Bindungen. Die Ombiasy wanderten weit durchs Land und ließen sich oft an den Höfen der Könige nieder. Ihr arkanes Wissen, ihre Fähigkeiten des Schreibens, der Medizin und Technologie sowie auf anderen Gebieten begründeten ihren Ruf als unersetzbare Ratgeber und sie nahmen überall auf Madagaskar den Beruf des Gemeindeastrologen an, der die Gestaltung des täglichen Lebens bestimmte. Die Ombiasy von Matitana waren, wie Bethwell Ogot es ausdrückt, ein Netzwerk von institutionalisierten und wandernden Ombiasy, die zum Schlüssel in der Transformation der Gesellschaften von Madagaskar wurden und aus einem Amalgam von Insel-Clans die auswärts gerichteten Gemeinschaften mit größerem Bewusstsein für andere formten, wodurch die territoriale Expansion mancher Königreiche und die Entstehung komplexerer Verfassungsformen angeregt wurde. Außerdem deuten mündliche Überlieferungen darauf hin, dass die Vorfahren von einigen Königen der Merina, Tanala und Antanosy in Wirklichkeit aus dem Gebiet der Antemoro kamen.
Im frühen 18. Jahrhundert hatten sich die Antemoro etabliert als die Hauptexporteure von Reis und Sklaven. Um 1700 waren sie in einen Konflikt zwischen Ikongo und Tanala verwickelt, der in der blutigen Invasion der Tanala in die östlichen Küstenebenen endete. Bald darauf ging der führende Antemoro Andriamamohotra eine Allianz und Vasallen-Verbindung mit Andrianampoinimerina, dem König der herrschenden Imerina, ein um wieder Frieden zu garantieren.

## Gesellschaft und Kultur

### Herkunft
Antemoro-Dörfer sind vor allem an der Südostküste bei Vohipeno und Manakara zu finden. Die Gesellschaft gliederte sich traditionell in zwei Kasten: die mpanombily (auch: tompomenakely), die als Adlige ihren Ursprung auf Auswanderer aus Mekka zurückführten, und die menakely, der Arbeiter- und Sklaven-Klasse, die zu den Ureinwohnern zählten und sich den "Arabern" unterworfen hatten, beziehungsweise aus mitgebrachten Sklaven der Araber hervorgegangen waren. Zu den mpanombily gehörten adlige Familien wie die Anakara, Onjatsy, Tsimaito, Antaiony, Antalaotra, Antaisambo, Antaimahazo. Den Clans waren jeweils bestimmte gesellschaftliche Aufgaben zugeordnet, wie zum Beispiel die Schlachtung von Tieren.

### Familie
Jeder Antemoro-Clan war endogam und Heiraten außerhalb des Clans waren tabu. Diejenigen, die das Tabu brachen, wurden wie Verstorbene betrauert und komplett aus der Gesellschaft ausgeschlossen.

### Gesellschaft
Arabische und islamische Einflüsse wirken sich stark auf die Antemorokultur aus. Traditionell gehört zur Bekleidung der Männer der Turban oder ein Fez-artiger Hut und lange weite Roben, wie sie in anderen islamischen Kulturen getragen werden. Harefo-Ried wurde zu Matten (tafitsihy) verwoben, die zusammengenäht als Jacken oder Mäntel getragen wurden; ein Lendenschurz aus fanto (festgeklopftem „Barkcloth“ – Rindenstoff) wurde als Untergewand getragen. Frauen trugen ärmellose Etuikleider aus zusammengenähten tafitsihy-Matten, die mit einem Gürtel befestigt wurden, oder über die Schulter gezogen wurden. Erwachsene Frauen trugen häufig auch ein geflochtenes Kopfband oder Kopftuch. „Lambas“ aus Baumwolle oder anderem Material waren verboten, um ihre Attraktivität gegenüber Außenseitern zu vermindern. Die Antemoro wurden als Astrologen geschätzt und sie hatten Zugang zu vielen der Königshäuser. Ihre Vorhersagen basierten auf den Mondphasen. Unter anderem hatten sie auch Einfluss auf den König Andrianampoinimerina der Merina, der Unterricht in Sorabe erhielt, und auch die Einführung königlicher Sampy (Talismane) im Königreich Madagaskar geht auf die ombiasy zurück.
Könige der Antemoro (andrianony) wurden aus dem Clan der Anakara durch öffentliche Wahl bestimmt. Der Clan lebte an der Mündung des Matitanana Flusses in der Nähe der Stadt Manakara, die ihren Namen von der Familie bezieht. Nach der Wahl erhielten die Könige einen quasi sakralen Status. Die Fady (Tabu), die sie schufen, wurden noch Jahrhunderte nach dem Tod der Schöpfer abergläubisch beachtet. Die Anakara waren verantwortlich dafür, die heiligen Idole und Texte zu beschützen und sprachen eine Geheimsprache um ihr arkanes Wissen untereinander weiterzugeben. Die Menschen glaubten, dass die Familie im Kontakt mit mächtigen Dschinnies (ziny) und anderen Geistern stand und hatte den Ruf, die mächtigsten Zauberer und Astrologen hervorzubringen. Sie kannten die Herstellungsweise von Amuletten, wandten Zaubersprüche an und praktizierten Geomantie mit Edelsteinen. Um ihre herausragende Position vor anderen Mitgliedern der Antemoro-Gesellschaft zu unterstreichen, lebten die Anakara in Dörfern, die durch angespitzte Holzpalisaden abgegrenzt waren, wo niemand ohne Erlaubnis Zutritt hatte. Selbst die Könige standen unter Beschränkungen durch fady. Zum Beispiel durften sie keine Hemden oder Hüte tragen.

### Religion
Die Antemoro pflegen traditionelle spirituelle Vorstellungen und Praktiken, die denen anderer Völker auf der Insel entsprechen, beziehen aber teilweise Aspekte des Islam mit ein. Sie stellen Amulette her, auf denen Qur'an-Verse in Sorabe-Schrift aufgeschrieben sind. Schon vor der Konversion zum Islam war die madegassische Religion monotheistisch. Die Tradition unterschied einen Schöpfergott und eine große Anzahl an vermittelnden Geistern. Im 15. Jahrhundert war der Schöpfergott fast vergessen und den Geister wurde göttlicher Status zugeschrieben. Nach der Ankunft des Islam wurden neue Elemente in die Religion aufgenommen, aber mit der Zeit setzte sich eine Form der Ahnenverehrung und ein Kult um deren fady (Tabus und Regeln) durch.
Fady
Die fady (Tabus) entstanden aus Traditionen des Ahnenkults und islamischen und arabischen kulturellen Aspekten. Beispielsweise bezeichnet ein altes Tabu Hunde als unrein, während das Verbot von Schweinefleisch eindeutig auf islamische Tradition zurückgeht. Genauso war es den Mitgliedern der einzelnen Clans nicht erlaubt, zusammen mit Mitgliedern von anderen Clans zu essen.
Beerdigungsriten
Alle Verstorbenen, gleich welcher sozialen Klasse, werden ohne Unterschiede betrauert. Alle Mitglieder der Gemeinschaft nehmen an einer einwöchigen Trauerperiode teil, in der es verboten ist, sich zu waschen oder die Kleidung zu wechseln. Am achten Tag wird die Trauer gebrochen und alle baden und kleiden sich frisch ein. Eine Witwe muss die Trauerzeit weiterführen, bis die Eltern des Verstorbenen die Trauerzeit aufheben. Ein Witwer wird zwei Wochen lang in seinem Heim eingeschlossen und die Schwiegereltern schicken ein weibliches Familienmitglied, welches ihn versorgt.

### Sprache
Die Antemoro sprechen einen Dialekt des Malagasy, eines Zweiges der malayo-polynesischen Sprachen. Sie waren die einzige Volksgruppe auf Madagaskar, die mit der sorabe, einer arabischen Schrift, eine schriftliche Ausdrucksform hatten. Die Sorabe wurde von der Merina-Monarchie im 19. Jahrhundert durch lateinische Schrift ersetzt. Die Meister dieser Sorabe-Schrift werden als „katibo“ bezeichnet und gelten als besonders mächtig. Mit Sorabe wurden vor allem astrologische Texte, historische Aufzeichnungen und andere Dokumente verfasst. Diese Texte galten als heilig.

## Wirtschaft
Viele Antemoro wirken noch immer als ombiasy und verdienen ihren Lebensunterhalt durch Dienstleistungen als Astrologen, Zauberer, oder Amuletthersteller; die Männer sind gewöhnlich sechs bis zehn Monate im Jahr auf Wanderschaft. Im Ursprungsgebiet spielt heute die Kaffee-Produktion eine wichtige Rolle. Der Clan der Ampanira stellt traditionell Seesalz her. Außerdem spielt die Papierherstellung noch eine Rolle.

## Persönlichkeiten
- Andriamahazonoro und Ratsilikaina waren zwei ombiasy, die die erste Schule im Königreich Imerina gründeten und von 1800 bis 1804 leiteten. Sie unterrichteten den späteren König Radama I. und einige andere Kinder. Sie lehrten Sorabe, Herstellung von Tusche und Papier, sowie Astrologie und Zeichendeutung.[39] Andriamahazonoro gehörte auch zu den drei ersten Botschaftern bei den Briten und auf Mauritius; er starb 1838 unter Königin Ranavalona I. durch tangena-Gift, welches er in einem Prozess als Gottesurteil einnehmen musste.[40]